# Lauren Mellor
Lauren Mellor (29 de diciembre de 1985) es una modelo sudafricana conocida por sus apariciones en Sports Illustrated Swimsuit Issue (Estados Unidos y Sudáfrica).

## Carrera
Mellor firmó con la agencia Star Model Management en Johannesburgo, Storm Model Management en Londres, Outlaws Models en Ciudad del Cabo, y Modelwerk en Hamburgo. Su primer trabajo fue para la portada de Top Billing Magazine en abril de 2005. En 2007, Mellor lanzó una campaña para John Lewis. Ese mismo año, apareció en la portada de FHM en Sudáfrica y Essentials Magazine. Aparte del éxito inicial, Mellor se centró en sus estudios y se graduó de la Universidad de Ciudad del Cabo con un grado en psicología. Después de la graduación, Mellor firmó con Union Models, PMA Models, y AMT Models.
En 2008, Mellor realizó dos campañas para Freya Swimwear y Agent Provocateur. en 2009, apareció en campañas para Renault Grand Scenic y Storm in a D Cup como también en la portada de Healthy Magazine. En 2010, Mellor apareció en la portada de octubre de Mother & baby, Stuff Magazine UK en agosto, y You & Your Wedding. También fue parte de la campaña primavera/verano 2010 Expresso en Sudáfrica. Antes de 2011, sus clientes fueron Samsung, Freya, Daniel Hechter Paris para Truworths, Agent Provocateur, Mr. Price, Soviet Jeans, Royal Secret Fragrance, She Magazine, Essentials Magazine, Marie Claire, Cosmopolitan, Top Billing Magazine, FHM Magazine, Mother & Baby, You & Your Wedding, y Healthy Magazine.
Después de vivir en Alemania, Mellor se mudó a Londres apareció en las páginas de Internet de Debenhams, Figleaves.com, Next.co.uk, Littlewoods, Very.co.uk, y Marks & Spencer. En 2011, posó para portadas de Essentials Magazine, Stuff Magazine twice, Mother & Baby Magazine, y Für Sie Magazine como también editoriales de Top Billing Magazine, She Magazine, Woman Magazine y Lingerie Buyer. Mellor realizó campañas de La Senza, The Body Shop, Gin & Tonic, y Rage.
En 2012, Mellor continuó trabajando para Debenhams, Figleaves.com, and Marks & Spencers. Realizó catálogos para JD Williams of London y K&Co. Para marzo de 2012, firmó con Joy Models en Milán y para mayo de 2012, Mellor apareció en editoriales de Woman Magazine, More Magazine, y Grazia Reino Unido. En julio de 2012, firmó con Metropolitan Models en París. Mellor realizó la campaña otoño/invierno 2012 de Dranella Lookbook, el catálogo primavera/verano 2013 de Yumi, y de primavera/verano 2013 de Peppercorn. En noviembre de 2012, Mellor apareció en la edición sudafricana de Sports Illustrated. Firmó con Wilhelmina Models en Los Ángeles. Hizo trabajo de catálogo para Wacoal Estados Unidos. Ese mismo año, Mellor realizó una campaña para Rosafia de Anita.
En 2013, realizó campañas para Dranella, Peppercorn,  Undone Lingerie, Hunters, Triumph, Bloomingdales, Bare Necessities, Littlewoods, Oriflame, Avon, Schwarzkopf, Halens, The Body Shop, Azure, y Freya Lingerie. Apareció en la portada de Long Island Pulse Magazine en julio. En diciembre de 2013, fue anunciado que Mellor aparecería en enero de 2014 en Stuff Magazine France. El 7 de febrero de 2014, Sports Illustrated fue anunciada como novata del año en el catálogo.